# Барнс, Джереми
Джереми Барнс (род. 1976) — американский музыкант из Альбукерке, штат Нью-Мексико.

## Биография
Родился 18 сентября 1976 года в семье местного предпринимателя. В 1995 году переехал в Чикаго, чтобы поступить в Университет Де Поля, но позже бросил его. В январе 1996-го присоединился к музыкальной группе Neutral Milk Hotel, а в 1998-м после расформирования оной, путешествовал по Европе, работая почтальоном. В 1999 году, во время поездок, Джереми Барнс познакомился с народной болгарской и румынской музыкой. Интерес к такому жанру развился и в Чикаго, где он проживал в квартале с большой долей иммигрантов с Украины.
Барнс играл в коллективах The Gerbils и Bablicon, а в 2001 году основал свой — A Hawk and a Hacksaw. До его основания, он самостоятельно сочинял музыку под псевдонимом «Марта Теннэй» и даже записал небольшой альбом под этим именем. С ним же он выступал в группе Bablicon.
Барнс сочинил музыку к кинофильму Астры Тэйлор «Жижек!», вышедшем в 2005 году.

## Дискография
- Excerpts from a Janitor’s Almanac (2001)

### A Hawk and a Hacksaw
- A Hawk and a Hacksaw — 2002
- Darkness at Noon — 2005
- The Way the Wind Blows — 2006
- A Hawk and a Hacksaw and the Hun Hangar Ensemble — 2007
- Foni Tu Argile — 10" сингл, 2009
- Délivrance — 2009
- Cervantine — 2011